# Hallebarde (1899)
Hallebarde – francuski niszczyciel z początku XX wieku, druga jednostka typu Durandal. Nazwa oznacza: halabardę.
Na próbach w sierpniu 1899 roku osiągnął maksymalną prędkość 27,2 węzła.
Okręt wziął udział w I wojnie światowej, służąc w składzie 1. Flotylli Okrętów Podwodnych, następnie 7. Flotylli Niszczycieli w Brindisi i 8. Flotylli Niszczycieli. 4 marca 1920 roku skreślony z listy floty, a 20 kwietnia 1920 roku sprzedany na złom.

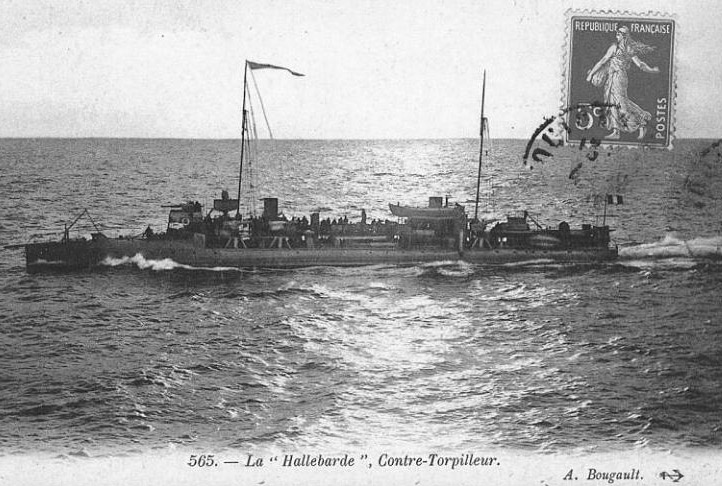
„Hallebarde”